# Monninkylä
Monninkylä (švédsky Monby) je vesnice v provincii Uusimaa ve Finsku. Administrativně spadá pod obec a město Askola. Má přibližně 1300 obyvatel. Umístění vesnice poblíž hlavní silnice mezi Porvoo a Mäntsälä výrazně ovlivnilo růst populace. Vzdálenost od Monninkylä do Porvoo je asi 17 km a do Mäntsälä je asi 21 km.